# Halla Margrét Árnadóttir
Halla Margrét Árnadóttir (* 23. April 1964 in Reykjavík) ist eine isländische Sängerin in der Stimmlage Sopran.

## Leben und Wirken
Als Gewinnerin des isländischen Vorentscheids durfte sie ihr Land beim Concours Eurovision de la Chanson 1987 in Brüssel vertreten. Mit der Ballade Hægt og hljótt („Langsam und leise“) erreichte sie Platz 16.
Nach einem klassischen Gesangsstudium in Italien wurde sie Mitglied der Operetten-Company Compagnia di Corrado Abbadi. Sie war bald darauf in Opern und Operetten wie La Bohème, Tosca, Turandot, Le Villi oder Die Fledermaus hauptsächlich in Italien zu erleben.